# You're All I Need (canción)
«You're All I Need» es una canción de Mötley Crüe escrita por Nikki Sixx y Tommy Lee, lanzada como tercer single de promoción de su álbum de 1987 Girls, Girls, Girls. En la canción el solo de guitarra contiene un cambio clave a mitad de camino que es un ejemplo clásico de la progresión de acordes diatónicos. La canción alcanzó la posición #83 en las listas de EE. UU. y #23 en las listas británicas.

## Significado de la canción
La canción fue elogiada por Jon Bon Jovi como "la mejor balada que Mötley Crüe ha escrito". Cuando se le informó de esto a Nikki Sixx este señaló que al parecer Jon Bon Jovi no había prestado suficiente atención a la letra debido a que tiene un significado terrible.
La canción habla de una novia que tenía Nikki Sixx. Sixx creía que ella lo engañaba con Jack Wagner, músico y también actor de la telenovela estadounidense General Hospital. Wagner había lanzado una canción denominada "All I Need" por lo cual Nikki aprovechó esta situación y cambió la letra del tema escribiendo una versión propia. Poco antes de terminar su relación sentimental, Sixx le regaló este tema a su novia para burlarse de ella.
Sixx no escribió la canción con intenciones de grabarla, pero al resto de la banda le gustó y decidió incluirla en el álbum Girls, Girls, Girls. En el libro de Nikki The Heroin Diaries, un diario personal que relata el momento en que la canción fue escrita, explica que Tommy Lee estaba tocando la canción en el piano y Nikki aprovechó para agregar la letra.

## Video musical
A pesar de que el vídeo no fue particularmente violento (a excepción de la letra), el video fue prohibido en MTV, debido a las terribles escenas reales que muestran el abuso doméstico, el asesinato y posterior detención.